# George Christopher Molesworth Birdwood

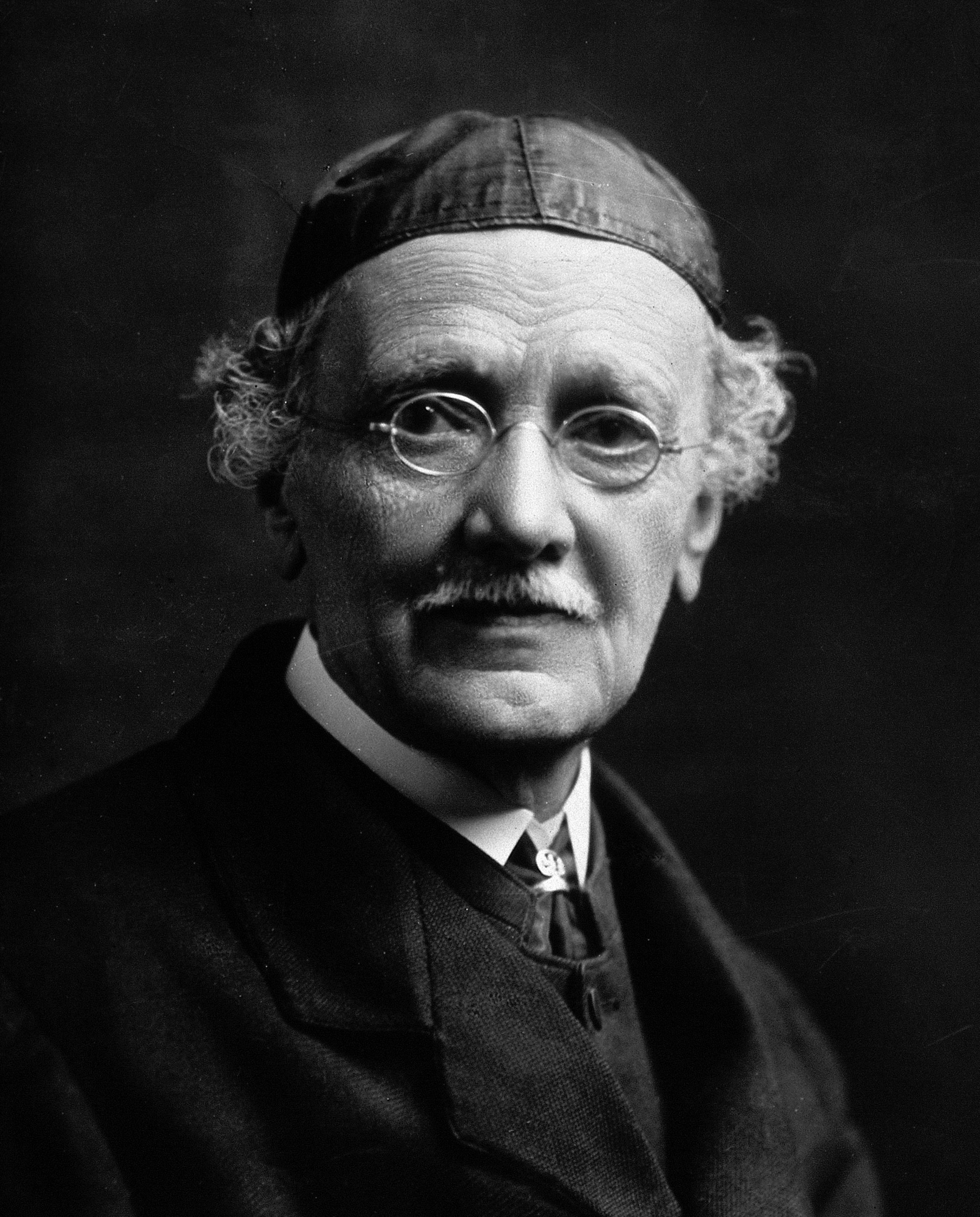
George Christopher Molesworth Birdwood

George Christopher Molesworth Birdwood (* 8 de diciembre de 1832 - 1917), oficial, naturalista, y escritor anglo-hindú, hijo del General Christopher Birdwood, había nacido en Belgaum, Bombay. 
Fue educado en la Escuela de Gramática de Plymouth y en la Universidad de Edimburgo, donde se diploma con M.D. Entra en el "Servicio Médico de Bombay", en 1854, sirviendo en la guerra anglo-persa de 1856.
Luego será profesor en el "Grant Medical College", registrador de la Universidad, conservador del Museo, y sheriff en Bombay, y también actuando como secretario de Sociedades Asiáticas y de Horticultura. 
Su obra "Productos Económicos Vegetales" de la Presidencia de Bombay, alcanza su duodécima edición en 1868. 
Se interesa permanentemente por la vida municipal de la ciudad, adquiriendo gran influencia y popularidad. 
En 1868 se ve obligado por mala salud a retornar a Inglaterra, donde se ocupará del Departamento de Estadísticas de la India, entre 1871 a 1902. 
Mientras estaba ocupado en India, publicó importantes volúmenes sobre las artes industriales de la India, los registros históricos de la "India Office", y el texto para párvulos de la Compañía Británica de las Indias Orientales. Dedicó mucho tiempo y energía en potenciar el arte hindú, en varios aspectos, escribiendo valiosas monografías, y su nombre se identificó con la representación de India en todas las principales Exposiciones Internacionales desde 1857 a 1901. (Ver Journal of Indian Art, vol. viii. Vida y Obra de Sir George Birdwood). 
No obstante, mientras discurseaba acerca de la Sección India en el encuentro anual de la Royal Society de Artes en 1910, declara que no existen las "obras de arte" en la India. Y al mostrársele una estatuilla particular de Buda, aduciendo que era un buen ejemplo, Birdwood dijo: "Esa similitud insensible, en su pose fija inmemorial, no es más que una poco inspirada y descarada imagen... Un budín de sebo serviría igualmente como símbolo de pureza desapasionada y serenidad del alma." (Sedgwick)
Sus estudios sobre el incienso (Trans. Liun. Soc. xxvii., 1871; Ency. Brit. 9.ª ed., Incense, 1881; revisada) son un buen ejemplo de su maestría de detallar, haciendo de la narración histórica y botánica un clásico. Podría afirmarse que se trata de periodismo científico. Desde su juventud fue un diligente contribuyente en dar información a magazines y periódicos; en la India ayudó a convertir el Standard en Times of India, y editó en Bombay Saturday Review; y luego en Londres escribe para el Pall Mall Magazine, Athenaeum, Academy, y The Times; y con Chenery, el editor de The Times, y otros, toma la iniciativa (1882) en celebrar el aniversario del fallecimiento de Benjamin Disraeli (Lord Beaconsfield) como Día de la Primula (19 de abril). 
Mantuvo sus conexiones con la India, a través de constantes contribuciones a su prensa; y sus amplias amistades con los príncipes hindúes, y sus cortes de educados nativos que le daban sus íntimos conocimientos del país de peculiar valor en el manejo de los problemas del Imperio Británico de la India. 
En 1887 fue nombrado caballero comendador de la Orden del Imperio de la India (acrónimo en inglés: K.C.I.E.); y, junto con su grado LL.D. de Cambridge, es nombrado oficial de la Legión de Honor y laureado de la "Academia Francesa".
- La abreviatura «Birdw.» se emplea para indicar a George Christopher Molesworth Birdwood como autoridad en la descripción y clasificación científica de los vegetales.[1]